# Dick Parry
Richard „Dick“ Parry (* 22. prosince 1942 Kentford, Anglie) je britský saxofonista. Jako studiový hráč se podílel na mnoha albech ostatních hudebníků. Pravděpodobně nejznámější je jeho spolupráce s rockovou skupinou Pink Floyd.
Dick Parry začal svoji hudební kariéru v první polovině 60. let 20. století v kapele Joker's Wild, kde byl spoluhráčem pozdějšího kytaristy Pink Floyd Davida Gilmoura. Právě díky známosti s Gilmourem hrál Parry v 70. letech na albech Pink Floyd The Dark Side of the Moon a Wish You Were Here. Mezi lety 1973 a 1977 se také účastnil všech koncertů kapely.
V letech 1979 a 1980 hrál na koncertech The Who jako člen žesťové sekce.
Spolupráce s Pink Floyd byla obnovena v roce 1994, kdy se Dick Parry podílel na posledním albu skupiny The Division Bell a také vystupoval na následujícím turné.
V roce 1997 hrál Parry v písni „Celestine“ na albu Big Men Cry od Banco de Gaia.
V letech 2001 a 2002 uspořádal David Gilmour několik poloakustických koncertů, na nichž vystoupil i Dick Parry.
Parry hrál i na posledním společném vystoupení Pink Floyd s baskytaristou Rogerem Watersem v rámci koncertu Live 8 v roce 2005. Rovněž vystupoval se skupinou Violent Femmes na jejich turné.
V roce 2006 se zúčastnil Gilmourova turné k albu On an Island.